# Saga Játvarðar
La saga Játvarðar (título completo Saga Játvarðar konungs hins helga) es una saga islandesa sobre la vida de Eduardo el Confesor, rey de Inglaterra (1045-1066). Se tradujo al inglés en 1894 por G. W. Dasent.
Entre varios detalles contenidos en la saga, hay una cita sobre el origen de una colonia inglesa en el Mar Negro, fundada por un tal «Siward jarl de Gloucester» (Sigurðr jarl af Glocestr), un refugiado de la  Invasión normanda de Inglaterra.